# Thérèse De Gryse
Marie Thérèse De Gryse (Oostende, 24 augustus 1926 – 13 december 2005) was een Belgisch gymnaste.

## Levensloop
De Gryse was lid van de Oostendse turnvereniging KOVT Noordzee en was actief aan de ringen. In 1948 nam ze met het Belgisch team deel aan de meerkamp op de Olympische Zomerspelen te Londen. Ze kregen 111,75 punten, goed voor een 11e plaats.
In Oostende is een sportcentrum naar haar vernoemd, met name het Sportcentrum Marie Thérèse De Gryse in de Schapenstraat.